# Boris Velter
Boris Velter (* 30. Oktober 1967 in Augsburg) ist ein deutscher Politiker (SPD). Er war von 2013 bis 2016 Staatssekretär in der Berliner Senatsverwaltung für Arbeit, Integration und Frauen und von 2016 bis 2018 in der Senatsverwaltung für Gesundheit, Pflege und Gleichstellung.

## Leben und Beruf
Velter wurde in Augsburg geboren und lebt seit mehr als 25 Jahren in Berlin-Wedding. Er ist Diplom-Ökonom und spezialisiert auf Fragen des Gesundheitswesens.

## Politischer Werdegang
Velter war von März 2010 bis Februar 2014 Vorsitzender der 15. Abteilung Gesundbrunnen des Berliner SPD-Kreisverbandes Mitte und von März 2012 bis April 2018 Vorsitzender des SPD-Kreisvorstands Berlin-Mitte. Velter war ab März 2010 Landesvorsitzender der Arbeitsgemeinschaft der Sozialdemokratinnen und Sozialdemokraten im Gesundheitswesen (ASG) Berlin und ist mittlerweile Bundesvorsitzender der ASG.
Hauptberuflich übt Velter seit 1997 unterschiedliche Tätigkeiten im politischen Umfeld aus. In den Zeit von 2006 bis 2010 leitete er das Koordinierungsreferat „Verbindung zwischen Bund, Ländern und zu den Verbänden“ in der Leitungsabteilung des Bundesministerium für Gesundheit unter der Ministerin Ulla Schmidt. Von 2010 bis 2013 war er Referatsleiter für Arbeit, Gesundheit, Familie und Gesellschaft der Landesvertretung Brandenburgs beim Bund und deren Pressesprecher.
Ab dem 1. September 2013 war er Staatssekretär der Berliner Senatsverwaltung für Arbeit, Integration und Frauen als Nachfolger von Farhad Dilmaghani und amtierte von Dezember 2016 bis Dezember 2018 in gleicher Funktion in der Senatsverwaltung für Gesundheit, Pflege und Gleichstellung. 2019 wurde er Sonderbeauftragter für Medizin und Forschung des Regierenden Bürgermeisters von Berlin. Unter Bundesminister Karl Lauterbach war Velter von 2021 bis 2025 Leiter des Leitungsstabs im Bundesministerium für Gesundheit.
Velter ist häufig Gastdozent bzw. Referent zu speziellen Gesundheitsthemen, so am Zentrum für Innovative Gesundheitstechnologie (ZiG) an der TU Berlin.

## Veröffentlichungen
Hans-Günther Becker-Lühl, zusammen mit Boris Velter und Janett Remus: Perspektiven und Entwicklungen in der privaten und gesetzlichen Krankenversicherung – Wirtschaftliche Ressourcen für Leistungsträger und Leistungserbringer, in: Arbeitsgemeinschaft Medizinrecht im Deutschen Anwaltverein: Medizinrecht heute. Erfahrungen, Analysen, Entwicklungen. Festschrift 10 Jahre Arbeitsgemeinschaft Medizinrecht im Deutschen Anwalt-Verein (DAV). Bonn: Deutscher Anwaltverlag 2008, S. 3–15. ISBN 978-3-8240-1001-1